# Druk Gyalpo
El Druk Gyalpo (en dzongkha: འབྲུག་རྒྱལ་པོ་; literalmente "Rey Dragón" o rey de Bután) es el jefe de Estado del Reino de Bután, símbolo de su unidad y del pueblo butanés. Tiene como principal función la de defender y proteger la Constitución, además del mando supremo de las Fuerzas de Defensa.
En el idioma dzongkha se emplea el término Drukyul para hacer referencia a Bután, término que se traduce al español como "La Tierra de Dragones". Así, mientras que los Reyes de Bután son conocidos como Druk Gyalpo ("Rey Dragón"), el pueblo de Bután se llama a sí mismo Drukpa, que significa "pueblo del Dragón".
Actualmente, el gobernante de Bután es Jigme Khesar Namgyel Wangchuck, quinto Druk Gyalpo. El soberano de Bután es titular de la Corona de cuervo, nombre que recibe la corona que representa a la monarquía del país. Su título completo es Mi'wang 'Ngada Rimboche ("Su Majestad"), y recibe el tratamiento de Ngada Rimboche ("Su Majestad"). El Rey Jigme Khesar era, a fecha de 2008, el segundo monarca reinante más joven del mundo. Ascendió al trono el 6 de noviembre de 2008, después de que su padre, Jigme Singye Wangchuck, abdicase en su favor.

## Poderes y deberes

Corona de cuervo del Rey Dragón.

El Druk Gyalpo es, constitucionalmente, símbolo de la unidad el Reino. En su figura se unifica el Chhoe-sid-nyi (sistema dual de religión y política), que como budista, es el sustentador y defensor del Chhoe-sid (religión y política; temporal y secular).
Según la Constitución, el Rey, en ejercicio de sus Prerrogativas Reales (y como jefe de Estado), promueve la buena voluntad y las buenas relaciones con otros países al recibir invitados estatales y realizar visitas de estado a otros países. También puede otorgar títulos, condecoraciones, administrar tierras al pueblo (Kidu), Lhengye y Nyi-Kyelma (otorgando la kabney roja de rango y honor con el título de "Dasho") de acuerdo con la tradición y la costumbre.
Asimismo, según la sección 19 del Artículo 2, recae sobre el Rey el nombramiento de ciertos funcionarios gubernamentales, como el presidente y miembros de la Suprema Corte, así como al presidente del Tribunal Superior y sus miembros; al presidente de las comisiones Electoral, de Anticorrupción, y de Administración Pública, así como a los miembros de estas; al auditor general, y a los jefes de las Fuerzas de Defensa.

## Sucesión
La sucesión en el trono sigue el orden de primogenitura cognática de preferencia masculina, es decir, los hombres que preceden a las mujeres que están en el mismo grado de parentesco. A su vez, cuando el Druk Gyalpo llegue a los sesenta y cinco años deberá abdicar y será sucedido por su heredero, siempre y cuando este haya alcanzado la edad de 21 años.

## Lista de Druk Gyalpos
A continuación se listan los Reyes Dragón de Bután:
| Imagen | Nombre                                 | Reinado                                            | Reina consorte                                           |
| ------ | -------------------------------------- | -------------------------------------------------- | -------------------------------------------------------- |
|        | Ugyen Wangchuck (1862-1926)            | 17 de diciembre de 1907-21 de agosto de 1926       | Tsundue Pema Lhamo                                       |
|        | Jigme Wangchuck (1905-1952)            | 21 de agosto de 1926-30 de marzo de 1952           | Jigme Wangchuck Pema Dechen                              |
|        | Jigme Dorji Wangchuck (1929-1972)      | 24 de marzo de 1952–21 de julio de 1972            | Kesang Choden                                            |
|        | Jigme Singye Wangchuck (1955-)         | 21 de julio de 1972-14 de diciembre de 2006        | Dorji Wangmo Tshering Pem Tshering Yangdon Sangay Choden |
|        | Jigme Khesar Namgyel Wangchuck (1980-) | Desde 14 de diciembre de 2006 (18 años y 122 días) | Jetsun Pema                                              |